# Roewe D7
Roewe D7 — компактный представительский электромобиль и подзаряжаемый гибрид, выпускаемый компанией SAIC Motor под брендом Roewe с 2023 года.

## Описание
В августе 2023 года компания Roewe провела модернизацию модельного ряда, представив первую модель, начинающуюся на букву D. Roewe D7 дебютировал в двух конфигурациях, отличающихся дизайном передней части.
Универсальной особенностью автомобиля является удлинённый узкий кузов с пологой линией крыши и узкими задними огнями «агрессивной» формы. Как и у некоторых других автомобилей Китая, у Roewe D7 выдвижные дверные ручки. При разработке двухрядных фар и заострённого бампера компания опиралась на Nio ET7.
В обеих конфигурациях используется одинаковый люксовый и минималистичный дизайн пассажирского салона с преобладанием белых материалов и двух 12,3-дюймовых экранов, образующих цифровые электронные часы и мультимедийную систему. Адаптивный круиз-контроль, панорамная стеклянная крыша и кондиционер также входят в стандартную комплектацию. У электромобиля впереди установлен небольшой багажник. По габаритам модель сопоставима с Toyota Camry и Kia K5.

## D7 DMH
D7 DMH является гибридным автомобилем на базе Roewe D7 с совершенно другим дизайном передней части и увеличенными линзами фар каплевидной формы. Нижний край бампера оснащён большим воздухозаборником для охлаждения приводного устройства. Двигатель внутреннего сгорания сочетается с двумя электродвигателями, обеспечивая запас хода 125 километров в электрическом режиме и до 1400 километров в смешанном режиме.

## Технические характеристики
Электромобиль Roewe D7 оснащается электродвигателем мощностью 207 л. с. по циклу CLTC. Первый двигатель обеспечивает запас хода до 510 км, а второй — до 610 км.